# Бои за Лиман
Бои за Лиман, «Лиманский котёл» — боевые действия за город Лиман в Донецкой области в ходе вторжения России на Украину.
Город был оккупирован российскими войсками с 27 мая 2022 года и освобожден 1 октября 2022 года.
По данным мэра Лимана, в ходе боёв были повреждены или разрушены 80—90 % зданий города.

## Предыстория
В течение месяца после вторжения России на Украину вооружённые силы РФ установили контроль над 93 % Луганской области, что позволило им развивать наступление дальше, в Донецкую область.
На второй фазе своего вторжения на Украину ВС РФ планировали окружить группировку ВСУ в Северодонецке и Лисичанске, для чего предприняли попытку форсирования Северского Донца в районе Лимана. Однако после провала операции ВС РФ пришлось атаковать Северодонецк и Лисичанск только с юго-востока. ВСУ продержались в этих городах до 3 июля и покинули их, избежав окружения.

## Первая битва за Лиман
23 мая 2022 года российские войска начали массированное наступление на Лиман и прорвались на северные окраины города. В рамках укрепления своих позиций и успешного наступления на город ВС РФ начали наступление на Авдеевку, а также, захватив Новосёловку, начали продвижение по шоссе в направлении Славянска.
24 мая начались тяжёлые уличные бои за контроль над городом. Части ВС РФ начали стремительный удар в сторону центра города, заняв около 70 % его территории. Силы ВСУ, оказывая ожесточённое сопротивление, отходили к южным окраинам и пригородам Лимана.
26 мая ВСУ ушли из города, подорвав за собой мост, потеряв до 100 человек убитыми и до 300 захваченными в плен.
Окончательно бои завершились 27 мая зачисткой последних очагов сопротивления ВСУ.

## Вторая битва за Лиман

### Подготовка
3 сентября 2022 года вооружённые силы Украины форсировали Северский Донец, штурмом взяв Озёрное недалеко от окраин Лимана, тем самым создав себе плацдарм для наступления на Лиман и ослабив контроль ВС РФ над левым берегом реки, и, продолжая активно развивать свой успех, продолжили наступление в сторону города, заняв 5 сентября Старый Караван, создав угрозу для дислоцированных вблизи оккупационных сил и взяв штурмом Савинцы, позволив отрезать Балаклею от тыловых подразделений, а также начав контрнаступление в Харьковской области, что позволило быстро дойти до окраин Лимана. 9 сентября в рамках контрнаступления ВСУ смогли прижать российские БТГ к окраинам Лимана, а также нарушить снабжение российских войск в регионе.

### Боевые действия
10 сентября 2022 года ВСУ начали наступление на город с целью окружить его и уничтожить внутри войска РФ и ЛДНР. К городу была переброшена военная техника, а на подступах к городу шли активные бои. В результате ВСУ смогли занять лесничество Лимана, а также южные и юго-западные окраины города. Уже 12 сентября был создан ещё один плацдарм на Северском Донце после взятия штурмом Святогорска и начала боёв за Богородичное и Ямполь.
13 сентября ВСУ с боем вышли к Белогоровке, создав уязвимую ситуацию для ВС РФ, а также расширив свой фронт в данном направлении, что позволило разместить здесь большее количество войск. Через два дня ВСУ заняли Сосновое и, угрожая ВС РФ окружением, выбили их из Студенка, на фоне чего российские войска в экстренном порядке начали укрепление своих сил в Лимане, выдвигая туда свои резервы. 16 сентября армия России обстреляла город — вероятно, вследствие того, что на его окраины вошли ВСУ.
17 сентября ВСУ штурмом взяли Диброву, Брусовку и Щурово, параллельно расширяя свои плацдармы на реке, создав угрозу окружения российских войск вблизи Лимана и самого города. Через двое суток началось широкомасштабное наступление по линии Лиман-Ямполь-Белогоровка, где ВСУ начали бои за Яровую и Дробышево. К 21 сентября ВСУ наполовину освободили Дробышево, частично прорвав линию обороны Ямполя и Лимана, а также усилив угрозу окружения противника. 22 сентября силы Украины прорвали оборону ВС РФ в направлении Редкодуба и Карповки, также штурмом взяв Коровий Яр.
23 сентября, расширив прорыв фронта, ВСУ смогли частично блокировать российские войска под Лиманом, выйдя в тыл расположенным в городе частям, попутно взяв Рубцы, Лозовое и Новосёловку и укрепив оборону на окраинах Лимана, но при этом потеряв контроль над Дробышевом. Таким образом, учитывая захват Редкодуба и Карповки, Лиман оказался почти окружён, и ВС РФ продолжили контролировать лишь коридор из города. При этом единственная дорога из Лимана на восток (Лиман — Заречное) находилась под огневым контролем артиллерии ВСУ.
К 30 сентября ВСУ взяли под контроль Дробышево на западе и Ямполь на востоке от Лимана, в связи с чем военные аналитики стали говорить об окружении как о свершившемся факте.
В ночь с 30 сентября российские войска, застрявшие в котле, предприняли попытку прорыва. Однако украинские силы переместили часть реактивных систем M142 (HIMARS), M270 (MLRS) и 155-мм гаубиц M-777 по периметру котла. Российские силы при попытке прорыва попали в заранее намеченный «огневой мешок», понеся при этом большие потери. В частности, серьёзные потери при отступлении понесла 3-я гвардейская бригада специального назначения Главного управления генерального штаба, как минимум 9 человек бригады погибло и 1 был тяжело ранен.
1 октября, на следующий день после аннексии Россией Донецкой и ещё трёх областей, Лиман перешёл под контроль ВСУ. Минобороны РФ заявило, что войска были отведены из города во избежание окружения.
В ходе боёв за Лиман ВС РФ заняли Липово.

## Значение
По мнению военных экспертов и аналитиков, взятие Лимана имеет для Украины стратегическое значение, поскольку открывает возможность наступления на Сватово с угрозой отрезать возводимые российскими частями оборонительные линии вдоль реки Оскол, блокировать дорогу от Валуек по линии Троицкое — Сватово и ликвидировать опорные пункты, которые российские войска обустраивают вдоль этой дороги.
ВСУ также могут повернуть на восток в направлении Кременной с перспективой выхода к Северодонецку с северо-запада. Одновременно с взятием Лимана ВСУ удалось также взять Белогоровку и выйти на подступы к Северодонецко-Лисичанской агломерации с запада.

## Реакция в России
Бывший командующий 58-й российской армией генерал-лейтенант А. В. Гурулев заявил, что не может объяснить сдачу Лимана с военной точки зрения:
Мне непонятно, почему за всё время не оценили правильно обстановку, не усилили группировку. …проблема в повальном вранье, докладе хорошей обстановки. Эта система идёт сверху вниз.
Глава Чечни Кадыров в своём телеграм-канале в крайне жёстких формулировках обвинил генерала Лапина, командующего группировкой «Центр» и героя России, в отступлении российских войск из Лимана, покрывании его Генштабом, и предложил использовать тактическое ядерное оружие.